# Hendrik Buis
Hendrik "Henk" Buis (ur. 1935 w Zwanenburgu) – holenderski kolarz torowy i szosowy, brązowy medalista torowych mistrzostw świata.

## Kariera
Pierwszy sukces w karierze Hendrik Buis osiągnął w 1960 roku, kiedy zdobył brązowy medal w wyścigu ze startu zatrzymanego amatorów podczas mistrzostw świata w Lipsku. W zawodach tych wyprzedzili go jedynie dwaj reprezentanci NRD: Georg Stoltze i Siegfried Wustrow. Był to jedyny medal wywalczony przez Buisa na międzynarodowej imprezie tej rangi. Startował również w wyścigach szosowych, ale bez większych sukcesów. Nigdy nie wystąpił na igrzyskach olimpijskich.